# San Nicola Arcella
San Nicola Arcella ist eine italienische Stadt in der Provinz Cosenza in Kalabrien mit 1974 Einwohnern (Stand 31. Dezember 2023).

## Lage und Daten

San Nicola Arcella in der Provinz Cosenza

San Nicola Arcella liegt etwa 99 km nördlich von Cosenza an der Küste des Tyrrhenischen Meeres am Golf von Policastro. Die Nachbargemeinden sind Praia a Mare, Santa Domenica Talao und Scalea.

## Bevölkerung

### Bevölkerungsentwicklung
Quelle ISTAT

### Ethnien und Migration
Am 31. Dezember 2019 lebten in San Nicola Arcella 149 nicht-italienische Staatsbürger. Die meisten von ihnen stammen aus folgenden Ländern:
1. Rumänien – 95
2. Marokko – 12
3. Pakistan – 6
4. Ukraine – 6
5. Polen – 4
6. Russland – 4

## Besonderheiten
Zu San Nicola Arcella gehört ein spanischer Küstenturm aus dem 16. Jahrhundert (Torre del Diavolo). Im Ort wird der Scioca getanzt.

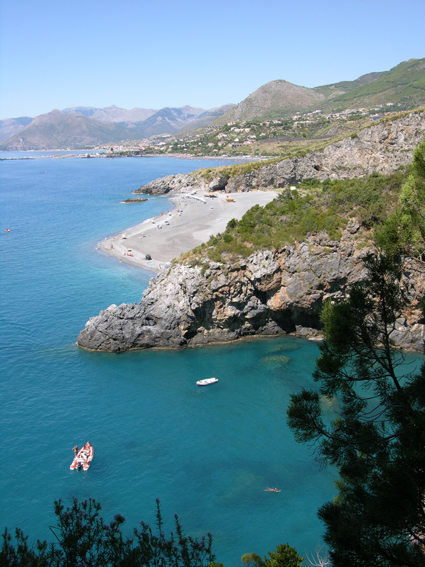
Küste bei San Nicola Arcella
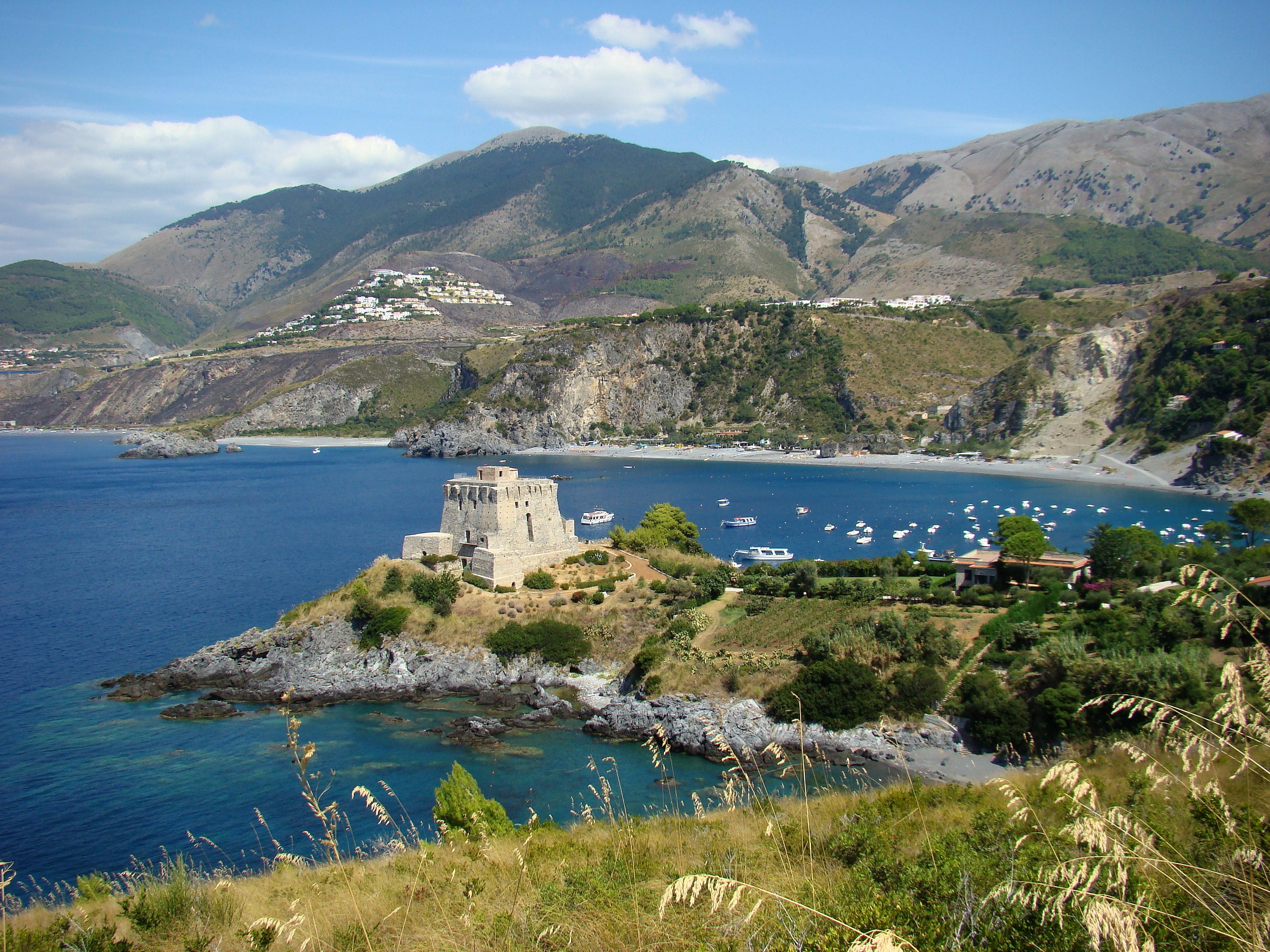
Golf von Policastro – Torre del Diavolo